# Wodzisław Śląski
Wodzisław Śląski (udtale: [vɔˈd͡ʑiswaf ˈɕlɔ̃skʲi]  ( hør); tysk: Loslau, tjekkisk: Vladislav, latin: Vladislavia, yiddish: וואידסלוב, romaniseret: Voydislav, schlesisk: Władźisłůw)  er en by i den  sydvestlige  del af  voivodskabet Schlesien i  det sydlige Polen. Byen   har 45.949(2021) indbyggere og et areal på 	49,62  km², og er et selvstændigt   bypowiat. Den ligger tæt på grænsen til Tjekkiet, omkring 350 km syd for Warszawa og omkring 150 km vest for Kraków. Den ligger mellem floderne Wisła og Oder nær den tjekkiske grænse ud for Den mähriske port. Flere floder løber gennem byen, de to største er Leśnica- og "Zawadka".

## Historie
Byens navn stammer fra den Piast hertug Władysław af Opole. Han  etablerede byen og Wodzisław-klosteret omkring 1257.
Byens oprindelse kan spores tilbage i det 10. og 11. århundrede, hvor der eksisterede tre slaviske bosættelser på Wodzisławs nuværende område, som til sidst slog sig sammen til én by. I løbet af middelalderens østlige migration af flamske og tyske bosættere (Ostsiedlung), fik Wodzisław, som mange andre polske bosættelser status og ret ifølge den såkaldte Magdeburgrettigheder på et tidspunkt før 1257 (den nøjagtige dato forbliver ukendt). Dette skal dog ikke forveksles med en ændring i nationalt tilhørsforhold; Wodzisław fortsatte med at være en del af Kongeriget Polen, indtil Schlesien som helhed blev et herskab under Bøhmen i 1327. På  hertuginde Constances tid udviklede byen sig hurtigt, og Wodzisław var en af de mest befolkede og rigeste byer i Øvre Schlesien. I det 14. og 15. århundrede fortsatte byen med at vokse og udviklede sig til et regionalt handelscenter. I det 15. århundrede ødelagde Hussiter byen. Fra  1526  kom det Schlesiske len som Wodzisław var en del af,  under den habsburgske krones myndighed.

## Galleri
- Huse ved markedspladsen
- Den gamle bydel i Wodzisław
- Slot i Wodzisław-Kokoszyce
- "Piastów"